# Alt står i Guds faderhånd
Salmen "Alt står i Guds faderhånd" er skrevet af N.F.S. Grundtvig i 1856.
Salmen er opbygget efter Den apostolske Trosbekendelses treenighed; første vers fremhæver Gud Fader, det næste sønnen og det tredje vers menighedens fællesskab.
Henrik Rung skrev melodi til "Alt står i Guds faderhånd" i 1857, og Thomas Laub skrev en i 1916.